# Sh2-294
Sh2-294 è una nebulosa a emissione visibile nella costellazione dell'Unicorno.
Si osserva nella parte meridionale della costellazione, circa una decina di gradi a nordovest di Sirio, la stella più luminosa del cielo notturno; appare come una macchia nebulosa allungata in senso nord-sud nelle fotografie prese attraverso un telescopio amatoriale di potenza elevata e munito di appositi filtri. Trovandosi a circa 9° a sud dell'equatore celeste, può essere osservata con facilità da tutte le aree popolate della Terra, senza grosse differenze da emisfero a emisfero; il periodo più propizio per la sua osservazione nel cielo serale va da dicembre ad aprile.
Si tratta di una regione H II la cui forma ricorda vagamente quella di un polpo; la principale responsabile della ionizzazione dei gas della regione è una stella azzurra di classe spettrale B0.5V, posta alla distanza di circa 3200 parsec (circa 10400 anni luce), in corrispondenza del Braccio di Perseo, uno dei bracci di spirale maggiori della Via Lattea. Al suo interno si trova un piccolo ammasso aperto di giovane età profondamente immerso nei gas della nube, individuato negli infrarossi e catalogato come [BDS2003] 95.